# 福島県立安積黎明高等学校
福島県立安積黎明高等学校（ふくしまけんりつ あさかれいめいこうとうがっこう）は、福島県郡山市長者にある県立高等学校。略称「黎明（れいめい）」。

## 概要

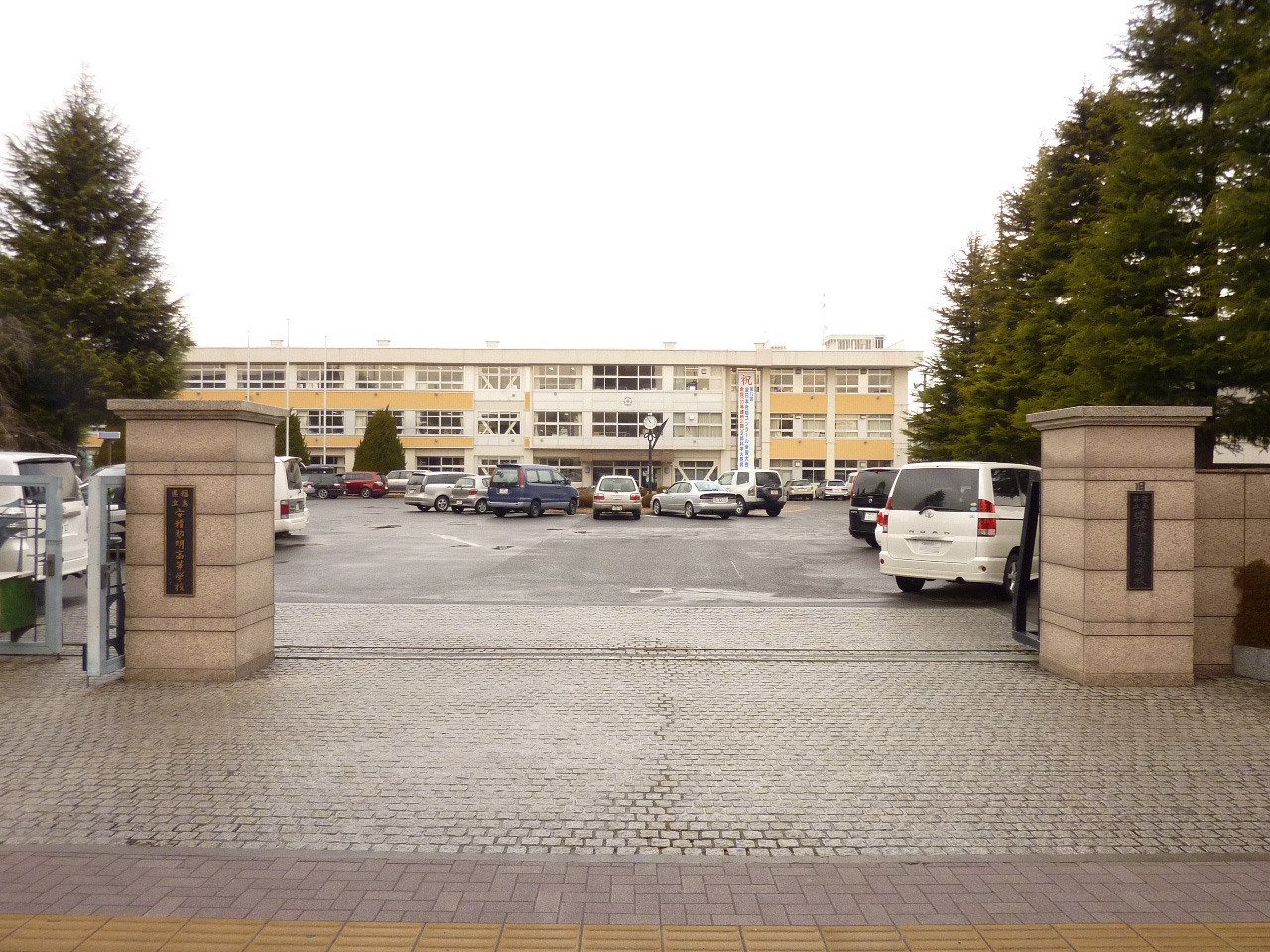
正門と南校舎（2010年）

校訓は「恕（じょ）」。思いやりを意味する。旧校名は福島県立安積女子高等学校、旧略称は「安女（あんじょ）」。
1911年（明治44年）創立の「福島県安積郡立安積実科高等女学校」を前身とする。1948年の学制改革により、新制高等学校となった。創立時より長く女子校であったが2001年（平成13年）より男女共学となった。
また、かつては定時制の福島県立安積第二高等学校（福島県立あさか開成高等学校の前身）と校舎を共有していた。
全国屈指の合唱強豪校として知られているほか、競技かるたも全国屈指の実力を有する（詳細は#コーラス部、#かるた部を参照）。

## 沿革
高等女学校時代
- 1911年（明治44年）10月13日 - 福島県安積郡立安積実科高等女学校として創立。
- 1912年（明治45年）4月22日 - 開校。
- 1915年（大正4年）4月11日 - 福島県安積郡立安積高等女学校と改称。
- 1920年（大正9年）4月1日 - 県へ移管、福島県立安積高等女学校と改称。
- 1931年（昭和6年）10月17日 - 校歌制定。
- 1933年（昭和8年）9月18日 - 校旗制定。

新制高等学校
- 1948年（昭和23年）4月1日 - 学制改革により、福島県立安積女子高等学校（女子校）となる。普通科を設置。
- 1962年（昭和37年）10月6日 - 創立50周年記念式典挙行。
- 1972年（昭和47年）10月6日 - 創立60周年記念式典挙行。
- 1982年（昭和57年）10月28日 - 創立70周年記念式典挙行。
- 1990年（平成2年）4月1日 - 英語科1クラス設置。
- 1992年（平成4年）10月20日 - 創立80周年記念式典挙行。
- 1995年（平成7年）9月8日 - 秋篠宮文仁親王及び同妃来校。
- 1996年（平成8年）4月1日 - 英語科の新規募集停止。
- 2001年（平成13年）
  - 4月1日 - 福島県立安積黎明高等学校と改称、男女共学開始。
  - 4月28日 - 新校旗・新校歌制定。
- 2002年（平成14年）10月16日 - 創立90周年記念式典挙行。
- 2010年（平成22年）1月14日 - 南校舎耐震工事完了。
- 2011年（平成23年）
  - 3月11日 - 東日本大震災により被災。
  - 4月14日 - 東日本大震災により北校舎教室が使用できなくなり、体育館・格技場において授業開始。
  - 8月19日 - 仮設校舎において授業開始。
- 2012年（平成24年）
  - 7月10日 - 創立100周年記念会館「花かつみ会館」完成。
  - 10月13日 - 郡山市民文化センター（現愛称：けんしん郡山文化センター）において創立100周年記念式典挙行。
- 2014年（平成26年）
  - 2月7日 - 北校舎（新校舎）竣工。
  - 4月8日 - 北校舎において授業開始。

## 設置課程
- 全日制課程 普通科
  - 第3学年 7学級
  - 第2学年 7学級
  - 第1学年 7学級

## 学校行事
- 4月 - 始業式、入学式、対面式、新入生歓迎会、生徒総会
- 5月 - 高体連壮行会、生徒会役員選挙、安積高校・安積黎明高校野球部定期戦
- 6月 - 校内合唱コンクール
- 7月 -
- 8月 - 花かつみ祭（文化祭、3年に1回）
- 9月 - 校内体育大会、前期終業式
- 10月 - 修学旅行(2年生)、遠足(1、3年生)
- 11月 - 芸術鑑賞教室
- 12月 -
- 1月 -
- 2月 - 同窓会入会式
- 3月 - 卒業式、後期終業式

## 校歌
新校歌は男女共学化した2001年、作曲家の鈴木輝昭と詩人の大岡信によってつくられた。混声四部合唱になっており、1番から5番まである。5番目は実際的にはコーダ部分となっているが、鈴木輝昭の「言葉を大切にする精神」により、1番から4番まではそれぞれのメロディが微妙に違っている。また、鈴木輝昭は何年にも渡ってコーラス部の大会自由曲を手がけており、大岡信は校門にある校名の題字を作成した。
旧校歌は男女共学となった現在もなおコーラス部によって歌い継がれており、同窓会の際などに披露されている。
また、学校創立100周年を迎えた2012年には、100周年記念歌『未来の風』（作詞：佐藤優理子、作曲：佐藤優、編曲：宍戸真市）がつくられ、校歌と共に校内合唱コンクールなど各種行事で歌われている。

## 部活動

### 運動部
- 陸上競技
- ソフトボール
- 卓球
- 硬式・軟式テニス
- バレーボール
- バドミントン
- バスケットボール
- ハンドボール
- し〜ずん（アウトドア・スポーツ全般）
- 弓道
- 剣道
- 水泳
- 野球
- サッカー

※弓道部（男子）は2006年、2008年、2018年に全国高等学校総合体育大会（インターハイ）に出場し、2006年に団体準優勝。
※し〜ずん部は2009年、2010年、2012年、2018年に全国高等学校総合体育大会（インターハイ）登山競技に出場。
※軟式テニス部は平成27年度全国高等学校総合体育大会（インターハイ）個人戦に出場。
※男子ソフトボール部は第28回全国高等学校ソフトボール選抜大会、平成29年度全国高等学校総合体育大会（インターハイ）に出場。
※女子バスケットボール部は平成29年度全国高等学校総合体育大会（インターハイ）に出場。
※男子テニス部は令和3年度より新規入部停止

### 文化部
- コーラス
- 華道
- 歴史
- 物理
- 化學
- 生物
- 被服工芸
- クラシック
- 軽音楽
- 吹奏楽
- 美術
- 書道
- 文芸
- 演劇
- 写真
- 地学
- 漫画
- English Club
- かるた

※クラシック部は第5回日本学校合奏コンクール2016全国大会に出場。　
※化學部は2016年度より福島県高等学校総合文化祭自然科学部化学部門で5年連続最優秀賞を受賞しており、全国高等学校総合文化祭に出場。
※華道部、歴史部、被服工芸部、軽音楽部、漫画部、English Clubは令和3年度より新規入部停止

### コーラス部
コーラス部は、安積女子高等学校時代から全国屈指の強豪校として知られる。全日本合唱コンクール全国大会には1955年に初出場、そして1980年から2014年まで35年連続金賞受賞という大記録を樹立し、その中でも全国一位相当となる文部科学大臣賞（旧:文部大臣奨励賞、文部科学大臣奨励賞）を通算で24回受賞している。これらはいずれも全日本合唱コンクール史上最多記録である。
また、NHK全国学校音楽コンクール全国コンクールでも現在の最多連覇数（8連覇、1995～2002年）を保持している。2006年にも4年ぶり14回目となる金賞を獲得し、全国出場機会9連覇となったが、2007年は優良賞でこの連続記録はストップした。
共学化後は混声合唱にも取り組んでいて、2023年の全日本合唱コンクールでは混声では初めて全国大会出場を果たした。
音楽面の特色として、両コンクールの自由曲は、昭和期〜平成初期は三善晃、それ以降は鈴木輝昭の作品を演奏することが通例で、特に全日本では1996年以降ほとんどの年で鈴木の書き下ろし作品を自由曲としている。

### かるた部
かるた部は、2006年に創部されて以来、毎年全国大会へと出場している。2016年には全国高等学校総合文化祭小倉百人一首かるた競技で団体第3位、2017年には全国高等学校小倉百人一首かるた選手権大会で団体初優勝した。

## 最寄駅・バス停
最寄りの鉄道駅
- JR東日本郡山駅 - 東北本線・磐越西線・磐越東線・水郡線

最寄りのバス停
- 福島交通バス 「安積黎明高校」バス停

## 周辺
- ザ・モール郡山
- 郡山市立郡山第二中学校 （こちらも合唱の名門校として知られている。）
- 郡山市立芳山小学校
- 郡山長者郵便局
- 郡山市役所

## 著名な卒業生
（五十音順）
- 大野更紗 (渡部沙織) - エッセイスト
- ゴーマン美智子 - マラソン選手[3]
- 小堀勇介 - テノール歌手
- 小峰公子 - ミュージシャン（ZABADAK）[4]
- 成瀬瑛美 - アイドル（元でんぱ組.inc）[5]
- 深谷かほる - 漫画家[6]
- 深雪さなえ - 声優
- 柳沼愛子 - フリーアナウンサー
- 柳沼淳子 - フリーアナウンサー
- Yammy - シンガー
- 吉田真希子 - 元陸上選手
- 渡辺由紀 - 女優